# Lijst van rijksmonumenten in Lochem (gemeente)
De gemeente Lochem telt 175 inschrijvingen in het rijksmonumentenregister. Hieronder een overzicht. 

## Almen
De plaats Almen telt 9 inschrijvingen in het rijksmonumentenregister. Zie Lijst van rijksmonumenten in Almen voor een overzicht.

## Eefde
De plaats Eefde telt 54 inschrijvingen in het rijksmonumentenregister. Zie Lijst van rijksmonumenten in Eefde voor een overzicht.

## Epse
De plaats Epse telt 3 inschrijvingen in het rijksmonumentenregister.
| Object                                | Oorspronkelijke functie? | Bouwjaar                  | Architect                   | Locatie            | Coördinaten?                  | Nr.?   | Afbeelding                            |
| ------------------------------------- | ------------------------ | ------------------------- | --------------------------- | ------------------ | ----------------------------- | ------ | ------------------------------------- |
| Boerderij met voorhuis in Chaletstijl | Boerderij                | 1900-1925 1925 (verbreed) | J.D. Gantvoort (verbreding) | Deventerweg 91     | 52° 13' 42" NB, 6° 11' 23" OL | 516376 | Boerderij met voorhuis in Chaletstijl |
| Bijschuur                             | Boerderij                | 1925-1930                 |                             | Deventerweg bij 91 | 52° 13' 42" NB, 6° 11' 22" OL | 516377 | Upload foto                           |
| bakhuis annex varkensschuur           | Boerderij                | 1925-1930                 |                             | Deventerweg bij 91 | 52° 13' 42" NB, 6° 11' 22" OL | 516378 | Upload foto                           |

## Gorssel
De plaats Gorssel telt 6 inschrijvingen in het rijksmonumentenregister.
| Object                                                       | Oorspronkelijke functie?  | Bouwjaar                                  | Architect             | Locatie                | Coördinaten?                  | Nr.?   | Afbeelding                                                   |
| ------------------------------------------------------------ | ------------------------- | ----------------------------------------- | --------------------- | ---------------------- | ----------------------------- | ------ | ------------------------------------------------------------ |
| Toren der Nederlands Hervormde kerk                          | Kerk en kerkonderdeel     | 15e eeuw (bouwwerk) 1632 (bovengeleiding) |                       | Hoofdstraat bij 25     | 52° 11' 54" NB, 6° 11' 57" OL | 16706  | Meer afbeeldingen                                            |
| Hervormde kerk vanwege tweeklaviers mechanisch orgel gemaakt | Vanwege onderdelen kerk   | 1862                                      | Frederik Samuel Naber | Kerkstraat bij 2       | 52° 11' 54" NB, 6° 11' 57" OL | 515955 | Hervormde kerk vanwege tweeklaviers mechanisch orgel gemaakt |
| 't Kuiken                                                    | Woonhuis                  | 1910                                      |                       | Joppelaan 57           | 52° 12' 20" NB, 6° 13' 8" OL  | 516399 | 't Kuiken                                                    |
| Geertruida Cornelia                                          | Industrie- en poldermolen | 1893                                      |                       | Gorsselse Enkweg bij 2 | 52° 11' 28" NB, 6° 11' 48" OL | 527666 | Meer afbeeldingen                                            |
| Molenaarshuis                                                | Industrie- en poldermolen |                                           |                       | Gorsselse Enkweg 2     | 52° 11' 27" NB, 6° 11' 48" OL | 527668 | Molenaarshuis                                                |
| Maalderijgebouw met twee aanbouwen                           | Industrie- en poldermolen |                                           |                       | Gorsselse Enkweg bij 2 | 52° 11' 28" NB, 6° 11' 47" OL | 527669 | Maalderijgebouw met twee aanbouwen                           |

## Joppe
De plaats Joppe telt 11 inschrijvingen in het rijksmonumentenregister. Zie Lijst van rijksmonumenten in Joppe voor een overzicht.

## Kring van Dorth
De plaats Kring van Dorth telt 7 inschrijvingen in het rijksmonumentenregister.
| Object                              | Oorspronkelijke functie?  | Bouwjaar  | Architect         | Locatie             | Coördinaten?                  | Nr.?   | Afbeelding        |
| ----------------------------------- | ------------------------- | --------- | ----------------- | ------------------- | ----------------------------- | ------ | ----------------- |
| Landgoed Dorth: hoofdgebouw         | Kasteel, buitenplaats     | 1930      | Andries de Maaker | Bathmenseweg 16     | 52° 13' 35" NB, 6° 16' 46" OL | 516389 | Meer afbeeldingen |
| Landgoed Dorth: toegangsbrug        | Brug                      | 1930      |                   | Bathmenseweg bij 16 | 52° 13' 35" NB, 6° 16' 47" OL | 516390 | Upload foto       |
| Landgoed Dorth: Koetshuis           | Bijgebouwen kastelen enz. | 1929      |                   | Bathmenseweg 18     | 52° 13' 35" NB, 6° 16' 51" OL | 516391 | Meer afbeeldingen |
| Landgoed Dorth: Rentmeesterswoning  | Bijgebouwen kastelen enz. | 1929      |                   | Bathmenseweg 14     | 52° 13' 34" NB, 6° 16' 51" OL | 516392 | Meer afbeeldingen |
| Landgoed Dorth: Tuin- en Parkaanleg | Tuin, park en plantsoen   | 1800-1900 |                   | Bathmenseweg bij 16 | 52° 13' 29" NB, 6° 16' 49" OL | 516393 | Upload foto       |
| Landgoed Dorth: twee obelisken      | Gedenkteken               |           |                   | Bathmenseweg bij 16 | 52° 13' 29" NB, 6° 16' 49" OL | 516394 | Meer afbeeldingen |
| De Kleine Haar                      | Woonhuis                  | 1919      |                   | Dortherweg 34       | 52° 13' 24" NB, 6° 15' 47" OL | 516403 | Meer afbeeldingen |

## Laren
De plaats Laren telt 19 inschrijvingen in het rijksmonumentenregister. Zie Lijst van rijksmonumenten in Laren (Gelderland) voor een overzicht.

## Lochem
De plaats Lochem telt 66 inschrijvingen in het rijksmonumentenregister. Zie Lijst van rijksmonumenten in Lochem (plaats) voor een overzicht.

## Zwiep
De plaats Zwiep telt 3 inschrijvingen in het rijksmonumentenregister.
| Object                                                               | Oorspronkelijke functie?  | Bouwjaar    | Architect | Locatie        | Coördinaten?                 | Nr.?  | Afbeelding        |
| -------------------------------------------------------------------- | ------------------------- | ----------- | --------- | -------------- | ---------------------------- | ----- | ----------------- |
| Zwiepse Molen                                                        | Industrie- en poldermolen | 1851 / 1880 |           | Zwiepseweg 165 | 52° 8' 54" NB, 6° 26' 56" OL | 25937 | Meer afbeeldingen |
| Tolhuisje                                                            | Dienstwoning              | 19e eeuw    |           | Zwiepseweg 148 | 52° 8' 59" NB, 6° 26' 43" OL | 25939 | Tolhuisje         |
| Stenen schuur met pannen wolfsdak en overstel aan beide korte gevels | Boerderij                 |             |           | Zwiepseweg 166 | 52° 8' 47" NB, 6° 27' 0" OL  | 25941 | Meer afbeeldingen |

Aalten ·
Apeldoorn ·
Arnhem ·
Barneveld ·
Berg en Dal ·
Berkelland ·
Beuningen ·
Bronckhorst ·
Brummen ·
Buren ·
Culemborg ·
Doesburg ·
Doetinchem ·
Druten ·
Duiven ·
Ede ·
Elburg ·
Epe ·
Ermelo ·
Harderwijk ·
Hattem ·
Heerde ·
Heumen ·
Lingewaard ·
Lochem ·
Maasdriel ·
Montferland ·
Neder-Betuwe ·
Nijkerk ·
Nijmegen ·
Nunspeet ·
Oldebroek ·
Oost Gelre ·
Oude IJsselstreek ·
Overbetuwe ·
Putten ·
Renkum ·
Rheden ·
Rozendaal ·
Scherpenzeel ·
Tiel ·
Voorst ·
Wageningen ·
West Betuwe ·
West Maas en Waal ·
Westervoort ·
Wijchen ·
Winterswijk ·
Zaltbommel ·
Zevenaar ·
Zutphen